# Xã Alango, Quận St. Louis, Minnesota
Xã Alango (tiếng Anh: Alango Township) là một xã thuộc quận St. Louis, tiểu bang Minnesota, Hoa Kỳ. Năm 2010, dân số của xã này là 258 người.